# Duran Duran
Duran Duran (рус. «Дюра́н Дюра́н» или «Дюра́н», [djʊˌræn djʊˈræn]) — британская рок-группа, образованная в Бирмингеме в 1978 году. Коллектив в 1980-е и 1990-е являлся одной из главных звёзд в мире поп-индустрии. Duran Duran — яркие представители и лидеры «второго британского вторжения» (по аналогии с «первым британским вторжением», во главе с The Beatles), наряду со Spandau Ballet и Visage. Участники группы создали изящный имидж, ставший «визитной карточкой» коллектива. 14 синглов группы достигли топ-10 британского UK Singles Chart, ещё 21 сингл попал в «Billboard Hot 100». Суммарные продажи коллектива составляют более 100 миллионов записей по всему миру.
За всю свою карьеру группа получила множество наград, среди которых две награды BRIT Awards, включая награду 2004 года «За выдающийся вклад в музыку», две премии «Грэмми», награда MTV Video Music Awards за прижизненные достижения, а также премия «Video Visionary» от MTV Europe Music Awards. Состав Duran Duran также был удостоен звезды на голливудской «Аллее Славы». Эпоха видеоклипов, активно транслируемых на музыкальном канале MTV, способствовали популярности Duran Duran. С самого начала своей карьеры все участники группы обладали чувством стиля. Они работали с модными дизайнерами, такими как Кан & Белл, Вивьен Вествуд и Джорджо Армани.
Группа была создана клавишником Ником Роудсом и басистом Джоном Тейлором, позже к ним присоединились барабанщик Роджер Тейлор, гитарист Энди Тейлор и вокалист Саймон Ле Бон, составив самый успешный состав группы. Коллектив никогда не распускался, но после ухода Энди Тейлора в 1986 году состав изменился: в группу пришли экс-гитарист Missing Persons Уоррен Куккурулло и барабанщик Стерлинг Кэмпбелл. Воссоединение первоначального состава Duran Duran в начале 2000-х годов создало ажиотаж среди поклонников и музыкальных СМИ.

## История

### Предпосылки
История группы началась летом 1978 года, когда Найджел (Джон) Тейлор поступил в Бирмингемский колледж искусств и дизайна. В нём он познакомился со Стивеном Дюфе (Даффи). Будучи единомышленниками, в скором времени они решают создать группу. Тейлор посоветовал пригласить своего друга Ник Бейтса (Роудса). Таким образом, Стивен стал солистом и играл на бас-гитаре, Ник играл на клавишных, а Найджел стал гитаристом. Для ударных и перкуссии была использована электронная драм-машина, принадлежащая Роудсу. В то же время группа делает первую запись своего материала на кассетный проигрыватель, расположившись над магазином игрушек матери Роудса. Запись получила название Dusk and Dawn. Примечательно, что некоторые из композиций будут перезаписаны Роудсом и Даффи спустя десятилетия в составе дуэта The Devils.
Следующей задачей для группы стал поиск названия. Среди вариантов фигурировали RAF (Royal Air Force) (рус. «Королевские военно-воздушные силы Великобритании»), Arabia, Industry, а также Arcadia. Решение пришло 20 октября того же года. Британский канал BBC передал в эфир французский научно-фантастический фильм Роже Вадима — «Барбарелла». Главный антагонист данного фильма — доктор Дюран Дюран (фр. Dr. Durand Durand), сыгранный ирландским актёром Майло О’Ши, и стал идеей фикс для Тейлора. На следующий день Найджел предложил Николасу, а затем Стивену назвать коллектив в честь этого персонажа. С той лишь разницей, что согласные «d» в окончании слов были опущены. Таким образом, 21 октября 1978 года считается днём рождения группы Duran Duran.
Первое live-выступление новоиспечённого трио состоялось в аудитории колледжа 5 апреля 1979 года. А уже к следующему выступлению группа была уже квартетом. Новичком стал Саймон Колли, игравший на кларнете и бас-гитаре (как и Даффи). Тем не менее, уже в середине года Даффи и Колли оставляют Duran Duran и совместно с экс-музыкантами коллектива TV Eye формируют собственную группу The Hawks. Помимо этого, Даффи покинул коллектив, забрав с собой множество записанных группой песен. В свою очередь в обратную сторону отправился экс-вокалист TV Eye Энди Уикет. После нескольких репетиций и джем-сессий они решают пригласить в команду барабанщика.
Будучи завсегдатаями различных клубов, участники группы познакомились со многими музыкантами и посетили множество «площадок» для начинающих артистов. Однако «особым местом» для коллектива стал клуб Barbarella’s (рус. «У Барбареллы»), что примечательно, также названный в честь персонажа фильма с доктором Дюраном. В данном заведении начинали свой путь легендарные Sex Pistols и The Clash. Именно там Джон Тейлор впервые наблюдает за игрой Роджера Тейлора, барабанщика местных групп Crucified Toad и The Scent Organs. Позднее Уикет решает пригласить Роджера. Тейлор, заинтересованный предложением Уикета, соглашается. В свою очередь приглашение Роджера позволило Джону стать постоянным бас-гитаристом группы и сформировать с ним ритм-секцию.

### Первые записи
Именно этот состав (Джон Тейлор (гитара, бас-гитара) Роудс, Уикет и Роджер Тейлор) в сентябре 1979 года сделал первые записи группы на студии известного продюсера Боба Лэмба. Уикет, будучи вокалистом группы, стал одним из основных авторов будущих хитов коллектива — «Girls on Film» (согласно автобиографии Энди Тейлора) и соавтором трека «See Me, Repeat Me», ставшая впоследствии синглом «Rio». Также, Энди фигурирует на некоторых других демозаписях группы, представленных публике позднее. Спустя некоторое время в Duran Duran приходит лондонский гитарист Алан Кёртис. К концу года напряжение в отношениях между Уикетом и другими членами коллектива достигло пика, и Энди оставляет Duran Duran, став членом группы Xpertz.
После этого, по предложению Роджера Тейлора, группа приглашает Джеффа Томаса, игравшего с Роджером в Scent Organs. Квартира Алана становится местом для дальнейшей деятельности группы. Музыканты решают вновь записать некоторое количество песен на студии Боба Лэмба. Джефф Томас переписывает материал Уикета, в частности «Girls on Film» и «Breaking Away», позже ставший композицией «Late Bar». В начале 1980 года Ник и Найджел (Джон) совершают пару поездок в Лондон, чтобы предоставить свой материал лейблам, но безрезультатно. В феврале того же года они посещают ночной клуб Rum Runner. Владельцы заведения, братья Майкл и Пол Берроу провели реновацию клуба, надеясь создать место, схожее с нью-йоркским клубом Studio 54.
Познакомившись с Полом (Майкл отсутствовал в тот момент), Ник и Джон передали ему свои записи. Записи произвели впечатление на владельца клуба. Благодаря этому, Роудсу и Тейлору предложили прийти в клуб вечером того же дня и привести с собой остальных участников коллектива. Именно в Rum Runner они получают возможность регулярно репетировать и выступать перед публикой. Помимо музыкальной деятельности, участникам Duran Duran приходилось подрабатывать, Джону — швейцаром, Роджеру — официантом, Нику — диджеем, получавшему десять фунтов за ночную сессию. 12 марта 1980 года Duran Duran впервые выступили как группа-резидент клуба Rum Runner. Достигнутые результаты были омрачены неожиданным звонком от Алана Кёртиса, испытывающего нервозность от выступлений на сцене клуба. Гитарист вернулся в Лондон, и вместе со своим братом организовал коллектив Dif Juz. Следующей проблемой группы стал зарождающийся конфликт между вокалистом Томасом и Полом Берроу. Остальные участники коллектива приняли сторону менеджмента и Джеффу пришлось покинуть коллектив. Джон, Ник и Роджер начали поиск вокалиста и ещё одного гитариста.

### Становление «Знаменитой пятёрки»
26 апреля того же года коллектив размещает объявление о поиске ритм-гитариста в журнал Melody Maker. Среди множества звонков, на объявление также откликнулся молодой музыкант Энди Тейлор. Получив приглашение от Duran Duran, 2 мая Энди приехал в Лондон из Ньюкасла. Пройдя прослушивание, он стал ритм-гитаристом группы, в то время как Джон Тейлор сосредоточился на бас-гитаре. Энди прибыл в коллектив, будучи опытным музыкантом. В составе различных групп он гастролировал по всему северо-востоку Англии и выступал на американских военных базах в Германии. Выступая в Rum Runner, третий Тейлор также стал подрабатывать на кухне и поддерживать порядок в зале.
Последней кадровой задачей группы стал поиск вокалиста. Первоначально, планировалось пригласить Элейн Гриффитс, на тот момент девушку Роудса, однако, этот план быстро сошёл на нет. Следующей кандидатурой стал Гордон Шарп из группы The Freeze. Шарп прибыл на прослушивание из Эдинбурга и на короткое время остановился в Бирмингеме. Несмотря на это, Гордон посчитал, что его собственные намерения не совпадают с планами группы и отказался от роли вокалиста. Следующий претендент — Оливер Гай Уоттс пробыл в группе лишь пару дней. Через месяц, 11 мая 1980 года, по рекомендации экс-подруги, работавшей в Run Runner, на прослушивание приходит Саймон Ле Бон, впоследствии, ставший основным солистом группы. 16 июля 1980 года Duran Duran впервые появляется на публике в новом составе. Владельцы клуба, братья Пол и Майкл Берроу, становятся менеджерами группы. Вне репетиций, участники группы продолжали подрабатывать швейцарами, диск-жокеями и басбоями.
Выступая на клубных сценах Бирмингема и Лондона, группа провела две демосессии, записав новый материал, а спустя некоторое время квинтет выступил на разогреве в турне певицы Хейзел О’Коннор. Это привлекло внимание публики, а лейблы EMI и Phonogram решили подписать начинающих исполнителей. Тем не менее «определённый патриотизм» в отношении лейбла легендарных The Beatles заставил Duran Duran подписать контракт с EMI в декабре 1980 года.
Duran Duran стала одной из первых групп, которые занимались созданием ремиксов к собственным песням. До появления цифровых синтезаторов и семплирования, группа создавала многослойные студийные аранжировки или расширенные версии своих синглов, временами, кардинально отличающимися от оригинала. Так называемые «ночные версии» первоначально были доступны только на виниле: в качестве би-сайдов к синглам или их клубными версиями. Только в 1999 году выпустила компиляцию под названием Night Versions: The Essential Duran Duran.
С самого начала своей карьеры, все участники группы обладали чувством стиля. Они работали со стилистом Перри Хейнсом и модными дизайнерами, такими как Кан & Белл и Энтони Прайс, с целью создать острый и элегантный образ. Позднее, группа эволюционировала от ранних пиратских образов новой романтики, навеянных группой Adam and the Ants в начале 80-х. На протяжении всей карьеры группа уделяла большое внимание моде и её роли в образах группы. В 1990-х бирмингемский коллектив сотрудничал с Вивьен Вествуд, в 2000-х с Джорджо Армани. Участники группы также самолично контролируют процесс визуализации, тесно сотрудничая на протяжении многих лет с графическим дизайнером Малькольмом Гарретом и другими художниками. Данное сотрудничество позволило группе создавать эффектные иллюстративные материалы к своему творчеству, будь то обложка альбома или концертный буклет.
Каждый из пяти участников коллектива был фотогеничен. Подростки и музыкальные журналы Великобритании «влюблялись» в их симпатичную внешность, вскоре за ними последовала и публика США. Практически каждый месяц начала 80-х такие журналы как Smash Hits или Tiger Beat не обходились без изображений участников бирмингемской группы (полным составом или по отдельности). Джон Тейлор однажды заметил, что группа была «как коробка „Quality Street“ (шоколадных конфет), какая-то, да любимая». Подобная известность на всю страну пошла группе на пользу, однако, позже участники сожалели о такой чрезмерной популярности. В интервью Rock Fever Superstars Magazine в начале 1988 года Джон Тейлор заявил:

 Мы были маленькой группкой в 1979 году, но затем шумиха вокруг «Великолепной Пятёрки» (прим. прозвище группы) набрала обороты и что-то пошло не так. Что-то действительно пошло не так. Это не было тем, что я хотел. […] Не скажу, что мне не нравилось, когда люди визжат при виде тебя, в тот момент меня это прельщало. — Джон Тейлор

### 1981—1982: Дебютный альбом
Первый эпонимический альбом группы Duran Duran был выпущен на лейбле EMI в 1981 году. Стартовый сингл «Planet Earth» достиг двенадцатой позиции в чарте Соединённого Королевства. Последующий, «Careless Memories», остановился на 37-м месте. Тем не менее их третий сингл, «Girls on Film», привлек наибольшее внимание. Песня заняла пятую позицию в чартах Великобритании, а спустя месяц, в августе того же года, режиссёрский дуэт Годли и Крем снял клип к данному синглу. Видеоролик, с участием полуобнаженных женщин, борющихся в грязи, бившихся подушками и стилизованный изображениями других сексуальных фетишей был отснят всего через две недели после запуска канала MTV в Соединённых Штатах.
Группа ожидала, что видео «Girls on Film» будут показывать в новых ночных клубах с установленными в них видеоэкранами или по каналам платного телевидения, таких как Playboy Channel. Кевин Годли объяснил это решение таким образом:

Менеджеры Duran Duran четко обозначили нам, что нужно снять сенсационный и эротичный материал для клубов, где его будут показывать без цензуры; чтобы люди заметили и говорили об этом.— Кевин Годли
Клип был довольно сильно отредактирован для показа на MTV (рус. «Музыкальное Телевидение»). Тем временем дебютный альбом достиг третьей позиции топ-20 Великобритании. Позже, в 1981 году группа отправилась в свой первый клубный тур по США, а затем по Германии и Великобритании. Второй тур по Великобритании совпал с волной беспорядков, спровоцированных безработицей и расовой напряженностью, в том числе, волнения в манчестерском Мосс-Сайде и ливерпульском Токстете. Группа выступила в Бирмингеме на следующий день после беспорядков в Хендсворте. Следующий, 1982-й год, стал годом мирового признания Duran Duran. В мае они выпустили свой второй альбом, Rio, ставший платиновым, а четыре сингла альбома достигли позиций в топ-20 Великобритании. Среди них: «My Own Way», «Hungry Like the Wolf», «Save a Prayer», a также титульная песня «Rio». Группа в качестве хэдлайнеров устроила тур по Австралии, Японии, а во время пребывания в США поучаствовала в прощальном туре группы Blondie. Диана, принцесса Уэльская заявила, что Duran Duran является её любимой группой, а в британской прессе группа была прозвана «the Fab Five» (рус. «Великолепная Пятёрка»), сравнивая их с The Beatles, чьим прозвищем было «the Fab Four» (рус. «Великолепная Четвёрка»).
Несмотря на успехи на родине и в мире на старте продаж, «Rio» не преуспевал в Соединённых Штатах. В Великобритании лейбл EMI позиционировал группу как представителя «нового романтизма», направления, возникшего и популярного в Соединённом Королевстве. В США данное направление было малоизвестно, и американский филиал EMI — Capitol Records оказался в затруднительном положении относительно дальнейшего продвижения группы на рынке. Осенью состоялся релиз Carnaval, мини-альбома танцевальных ремиксов альбома «Rio», ставшим популярным среди диджеев. Данный факт подтолкнул группу к работе с американским продюсером Дэвидом Кершенбаумом. Результатом этого сотрудничества стало решение сделать ремиксы к большей части альбома. В июне 1982 года Duran Duran впервые появились на американском телевидении, исполнив синглы «Hungry Like the Wolf» и «Rio» на Dancin 'On Air, предшественника национального хит-шоу Dance Party USA.
В маркетинговых целях альбом стал позиционироваться как танцевальный и был повторно выпущен в США в ноябре 1982 года. Лишь через шесть месяцев после успеха в Европе, альбом начал лидировать в американских хит-парадах и чартах. Клип на сингл «Hungry Like The Wolf» и несколько других видео группы стали часто ротироваться на американском телевидении, в частности на MTV. Благодаря каналу, в начале 1983 года сингл обеспечил себе хорошее продвижение в американском хит-параде. Такой же успех ожидал и другую балладу группы — «Save a Prayer». "Группа была естественной частью телевидения, " — отметил журнал Rolling Stone. Помимо этого, журнал выразил мнение о группе следующим образом: "Возможно, это первая рок-группа покорившая «видео-волну». Альбом, в конечном счёте, достиг шестого места в США и оставался в чарте в течение 129 недель. В 2003 году журнал New Musical Express определил «Rio» на 65 место в списке 100 величайших альбомов всех времен.

### 1983—1985: «Знаменитая пятёрка»
Новый 1983-й год начался для группы на канале MTV, в её рождественской передаче Rock 'n' Roll Ball. Они исполнили песню «Hungry Like The Wolf», все ещё поднимающуюся в чартах США, и американскую версию сингла «Rio», ожидающего релиз в марте того же года. С целью удовлетворения запросов публики Duran Duran повторно выпустила первый альбом в США в середине года, включив в его состав новый сингл «Is There Something I Should Know?». Сингл имел ошеломительный успех, дебютировав на первом месте британского хит-парада (что является редкостью для национального чарта Соединённого Королевства). Тем временем за океаном сингл достиг четвёртой позиции. Во время промокампании альбома Роудс и Ле Бон стали приглашёнными диджеями шоу на MTV, где повстречались с поклонником «пятёрки», художником Энди Уорхолом, который пришёл на шоу, чтобы поприветствовать их. Позже Ник Роудс охарактеризовал популярность в США в таком ключе: «Наши первые концерты в Соединённых Штатах были яркими, но когда мы вернулись позже, после того, как „Hungry“ стал хитом — всюду был хаос. Это была „Битломания“. Мы проводили автограф-сессию Girls on Film в магазине на Таймс-сквер. По окончании сессии мы не смогли выйти из магазина, а полицейским пришлось оцепить улицы». Кроме того, в том же 1983 году, Роудс стал автором сингла «Too Shy» для британской группы Kajagoogoo, занявший в чартах Великобритании и США первую и пятую позиции соответственно. Тем временем Энди Тейлор становится первым участником группы, вступившим в брак.
В следующем году, по причине высоких налоговых сборов, коллектив становится так называемым «налоговым изгнанником» и отправляется во Францию (где налогообложение было более лояльным). Коллектив обосновался в замке, где начал работу над третьим альбомом. В мае 1983 года Duran Duran приняла участие в британском лайв-шоу The Tube. Интервьюером на том шоу стал известный британский музыкант и телеведущий Джулс Холланд. Затем группа отправилась в Монтсеррат, а затем в Сидней, чтобы завершить работу над новым альбомом. В течение лета они вернулись в Великобританию, чтобы провести два концерта: первый — 20 июля, перед принцем Чарльзом и принцессой Дианой в театре Доминион, второй — благотворительный концерт на стадионе футбольного клуба «Астон Вилла» — Вилла Парк. Роджер Тейлор — барабанщик группы является болельщиком «Виллы». Несмотря на успешную деятельность по всему миру, группа находилась под колоссальным давлением. Как поклонники, так и лейблы ожидали развития успеха в новом альбоме. Однако, процесс записи затянулся на шесть месяцев, а психологическое состояние участников группы ухудшалось от сессии к сессии, состав одновременно переживал приступы перфекционизма в работе над новым материалом, и в то же время страдал от неуверенности в себе и своих силах. Упадочный образ жизни и проблемы с наркотиками и алкоголем также стали одной из причин подобного положения коллектива. В документальном фильме «Необычайный мир» (англ. Extraordinary World), снятом десятилетие спустя, Роудс описал происходящее тогда как «едва сдерживаемую истерию».
Новый альбом Seven and the Ragged Tiger вышел 21 ноября 1983 года. Частью альбома стал сингл «Union of The Snake», вышедший месяцем ранее и достигший верхних позиций чартов США и Великобритании. Для исполнения соло-сопрано композиции группа пригласила известного саксофониста Энди Хэмильтона, работавшего ранее с Duran Duran над синглом «Rio». Благодаря успеху последнего сингла, в активе группы было уже пять композиций, занимавших высшие позиции в чартах США. Этими синглами, помимо «Union of The Snake», стали: «Hungry Like The Wolf», «Rio», «Save a Prayer», «Is There Something I Shoud Know?». Примечательно, что группа добилась подобного результата в одном году. Участники группы решили сделать «Union Of The Snake» хедлайн-синглом, и выпустили видеоклип на MTV за неделю до премьеры на радио. Далее последовал сингл «New Moon on Monday», который достиг девятой позиции в чартах Великобритании. Их следующий сингл «Reflex» стал вторым и последним хитом группы, возглавившим UK Singles Chart. Дополнительным витком популярности сингла стал ремикс от кумира группы Найла Роджерса из группы Fame. Версия Роджерса стала первым хитом «бирмингемцев», возглавившим хит-парад в Соединённых Штатах. Помимо этого, сингл был успешен и в других странах.
Группа отправилась в мировое турне, которое продолжалось в течение первых четырёх месяцев 1984 года и впервые провела крупные выступления на стадионах США. Съёмочная группа во главе с режиссёром Рассел Малкэхи провела это турне с группой, снимая материал, который в итоге стал документальным фильмом под названием Sing Blue Silver. Также Малкэхи срежиссировал фильм-концерт группы под названием Arena (An Absurd Notion). Концертный альбом, также получивший название Arena, был записан на протяжении тура, и был выпущен вместе с новым студийным синглом группы «The Wild Boys», который стартовал на второй позиции по обе стороны Атлантики. В феврале 1984 года группа появилась на обложке журнала Rolling Stone и выиграла две премии «Грэмми»; в номинациях: «Премия «Грэмми» за лучшее музыкальное видео» и «Премия «Грэмми» за лучший музыкальный фильм». В то же время популярность «Save a Prayer» набирала силу в Северной Америке, а специальный американский ремикс песни, ставший синглом в январе 1985 года, к марту достиг шестнадцатой позиции в хит-параде Billboard Hot 100. Live-версия песни, исполненная во время концерта Arean/As The Lights Go Down, была использована в качестве би-сайда к этому синглу.
В этот период участники группы стали сердцеедами для многих юных поклонниц-подростков. Тем не менее по окончании тура Роджер Тейлор женился в Неаполе, Италия, а Ник Роудс в Лондоне, одетый в розовый бархатный смокинг и цилиндр. В конце 1984 года Duran Duran наряду с другими популярными британскими исполнителями приняла участие в создании благотворительного сингла «Do They Know It’s Christmas?» в составе супергруппы Band Aid. Вокальная партия Саймон Ле Бона расположилась между партиями Джорджа Майкла и Стинга соответственно.

### 1985: Побочные проекты и Live Aid
Даже будучи в составе Duran Duran, участники группы стремились записывать музыку иного формата, что привело в итоге к временному расколу коллектива на два сторонних проекта. С одной стороны, Джон и Энди Тейлор хотели оторваться от звучания и стилистики Duran Duran и поработать с хард-рок-материалом. Их желания осуществились в сотрудничестве с Робертом Палмером и Тони Томпсоном. Тейлоры, Палмер и Томпсон сформировали рок/фанк супергруппу Power Station. В подобном составе группа выпустила лишь один альбом, ставший тем не менее хитом как в Великобритании, так и в США, а два сингла коллектива заняли верхние позиции чартов многих стран. В то же время Саймон Ле Бон и Ник Роудс желали продолжить изучение атмосферного аспекта Duran Duran и сформировали проект Arcadia, также выпустившая лишь один альбом (So Red the Rose). В составе данного альбома было выпущено шесть синглов. Также альбом стал известным благодаря внушительному списку людей, работавших над записью. Новосформированный коллектив для работы над материалом пригласил японского гитариста Масами Цуция, басиста Марк Игана, перкуссиониста Дэвида Ван Тигхема, барабанщика Стива Джордана, композитора Эрби Хэнкока, Дэвид Гилмора из группы Pink Floyd, а также известного британского исполнителя Стинга. Барабанщик Duran Duran — Роджер Тейлор поучаствовал в обоих проектах своих коллег (и в Arcadia, и в Power Station. После этого перерыва коллектив из Бирмингема уже никогда не был прежним. По словам Роудса: 

 «Два сайд-проекта были коммерческим самоубийством… Но мы всегда были хороши в этом.» — Ник Роудс
 Воссоединившись, группа была весьма далека от оптимального состояния. Duran Duran начала работу над синглом «A View To A Kill» (рус. «Вид на убийство») для одноимённого фильма о британском агенте Джеймсе Бонде. Этот трек стал первой композицией «бондианы», попавшим на первую строчку в американских чартах. Подобного результата сингл добился и на родине группы, добравшись до второй строчке чарта (наивысшая позиция для композиций «бондианы»). «A View To A Kill» стал последним синглом группы (в течение последующих двадцати лет), записанным в оригинальном составе.
Помимо участия в записи благотворительного сингла, 13 июля 1985 года группа выступила в США на Band Aid 1984, концерте благотворительного фестиваля Live Aid, на стадионе Джона Ф. Кеннеди в Филадельфии, штат Пенсильвания; перед аудиторией в 90 000 человек (а также перед полутора миллиардом телезрителей). Тем временем их песня для фильма о Бонде заняла первое место в американских чартах. «Бирмингемцы» не позиционировали данное выступление как прощальное, в планах было лишь взять перерыв после четырёх лет туров и публичных выступлений в непрерывном режиме. Тем не менее перерыв «затянулся» и вновь группа выступит в оригинальном составе лишь в июле 2003 года. Живое выступление оказалось неудачным, поскольку Ле Бон сфальшивил ноту во время исполнения припева «A View To a Kill», исполнив её фальцетом. Ошибку осветили в СМИ с заголовком: «Фальшивая нота, которую слышал весь мир» (статья получила своё название ввиду контраста, на тот же концерте выступил Фредди Меркьюри с песней «Нота, которую слышал весь мир» (англ. «Note Heard Round the World»). Позднее, Ле Бон охарактеризовал данный момент как самый постыдный в его карьере.

### 1986—1989: Трио — Ле Бон, Роудс и Джон Тейлор
В 1986 году после выпуска трёх студийных и одного концертного альбомов в течение пяти лет, а также пристального внимания СМИ и длительных концертных турне, группа потеряла двух участников оригинального состава по причине их усталости и перенапряжения. Приняв участие в концерте Live Aid и поработав с Arcadia:, барабанщик Роджер Тейлор удалился в английскую сельскую местность, страдая от истощения. Первоначально, это было объявлено как один год творческого отпуска, но вскоре стало ясно, что он не будет возвращаться в группу. Официальный пресс-релиз, анонсирующий его уход из группы, был выпущен в апреле 1986 года. В 2004 году, в интервью изданию Live Daily барабанщик объяснил причины своего ухода из группы:

 «Я выгорел, думаю, я был просто исчерпан. Это были очень интенсивные пять лет, мы не останавливались. Это были постоянные гастроли, постоянные записи. Мы „выстрелили на весь мир“, и сделали это мгновенно. Честно говоря, это был безостановочный график. В тот момент я потерял себя». — Роджер Тейлор
Гитарист Энди Тейлор в свою очередь верил, что вернётся к работе над новым альбомом группы, даже после подписания контракта на запись собственного сольного альбома в Лос-Анджелесе (альбом назывался The Thunder и был выпущен в 1986 году. Группе пришлось прибегнуть к правовым мерам, чтобы Энди вернулся к работе в студии, но после многочисленных задержек, в конечном счёте, отпустили его. Он принял участие в записи только нескольких песен следующего альбома группы, пока урегулировались разногласия.
Без гитариста и барабанщика, трое оставшихся участников группы: Ле Бон, Роудс и Джон Тейлор стали сотрудничать с продюсером (а также, бывшим гитаристом Chic) Найлом Роджерсом, который также исполнил несколько партий для композиций альбома, а также наняли Стива Ферроне играть на барабанах, на то время, пока искали замену ушедшим участникам. Наконец, в сентябре 1986 года Уоррен Куккурулло (ранее участник группы Missing Persons и группы Фрэнка Заппы) был принят на работу в качестве сессионного гитариста. Брат Уоррена, Джерри Куккурулло также подменял Стива Ферроне на некоторых ТВ-выступлениях группы. Именно в таком составе (трио Ле Бон, Роудс, Тейлор, а также Куккурулло и Ферроне) группа записала финальную часть альбома Notorious, который был выпущен в октябре 1986 года. Также был выпущен черно-белый документальный фильм Three To Get Ready, содержащий хронику записи альбома, юридических тяжб и подготовки к туру.
Несмотря на то, что сингл «Notorious» была популярен, достигнув второй позиции в чартах США, и седьмой в Великобритании, а продажи были высокими, участники группы обнаружили, что она потеряла большую часть популярности и истерии в 1985 году. За три года, прошедших между релизом Seven and The Ragged Tiger и Notorious, многие из их поклонников-подростков выросли, музыка стала более зрелой и менее «поп-ориентированной». Поэтому, «трио» решило использовать свой опыт работы в группе Arcadia и Power Station, а также с другими музыкантами в двух последующих синглах «Skin Trade» и «Meet El Presidente». Хоть синглы и попали в чарты, они показали более слабые результаты по сравнению с ранними достижениями группы. В конце 1987 года Стерлинг Кэмпбелл был нанят в качестве сессионного барабанщика.
Впоследствии, «бирмингемцы» решили избавиться от имиджа «кумира подростков» и завоевать уважение среди критиков с более сложной музыкой. Новый образ не обрёл успеха и популярность группы стала падать. Журнал Rolling Stone высказался о карьере группы критически:

«В поисках музыкальной зрелости „выживающие Дюраны“ потеряли большую часть их идентичности.»— Rolling Stone
 Полярное мнение высказала газета The New York Times: «разочарование, „открытое“ Duran Duran может ознаменовать „шаг к зрелости“ всей индустрии […] им удалось уловить растущую тенденцию и, возможно, „Notorious“ — свидетельство того, что в конце 1980-х годов жёсткость и пессимизм войдут в моду». Причиной падения популярности мог стать и тот факт, что прекратились отношения с первыми менеджерами группы — братьями Берроуз. Разъяснений о причинах подобного решения так и не последовало, но разногласия в финансовых вопросах, а также участие братьев в яхтенных приключениях Ле Бона (они были совладельцами яхты Саймона Drum), возможно, сыграли свою роль. После окончания работы с братьями, Duran Duran сменили множество менеджеров, однако, на более поздних этапах карьеры стали заниматься этим самолично, без участия посредников. Также, одной из возможных причин потери интереса к группе может являться увольнение президента EMI и движение компании по пути генеральной корпоративной реструктуризации, которая не предполагал заинтересованности в продвижении группы.
Следующий альбом Big Thing (1988), включавший в себя синглы: «I Don’t Want Your Love» (#4 в США), и «All She Wants Is» (последнее попадание сингла группы в первую десятку хитов Великобритании вплоть до 1993 года). Альбом получился экспериментальным, вобрав в себя черты хаус- и рейв-музыки, а также атмосферный синтипоп группы. Данное сочетание было дополнено креативными гитарными партиями Уоррена Куккурулло (ставшего полноценным участником группы), а тексты песен стали более зрелыми.

### 1989—1991: Снова «пятёрка», Decade и Liberty
К концу 1989 года и в начале 1990-х годов, популярность синтипопа начинает падать и жанр теряет своих поклонников. Тем временем хип-хоп, техно и альтернативный рок начинают набирать обороты. После окончания гастролей в поддержку предыдущего альбома, группа вновь образовалась в квартет, поскольку гитарист Уоррен Куккурулло и тур-ударник Стерлинг Кэмпбелл стали полноправными участниками Duran Duran.
Сборник Decade: Greatest Hits был выпущен в конце 1989 года, и содержал мегамикс-сингл «Burning The Ground», который представлял собой компиляцию (фрагментов) хитов группы предыдущих десяти лет. Сингл имел некоторую популярность, в то время как альбом стал ещё одним крупным успехом для группы в коммерческом плане. Тем не менее прохладная встреча общественности нового релиза группы — альбома Liberty (который, в отличие от предыдущего альбома Big Thing, не стал экспериментальным) не позволил извлечь выгоду из временного положительного всплеска. Альбом вошёл в «десятку» Великобритании, но быстро покинул её. Синглы «Violence of Summer (Love’s Taking Over)» и «Serious» были успешны лишь отчасти. Впервые Duran Duran не провёл тур в поддержку альбома, выступив лишь в нескольких клубах и телевизионных шоу. Стерлинг Кэмпбелл покинул группу в начале 1991 года, чтобы продолжить работать с группой Soul Asylum и Дэвидом Боуи. Состав квартета Ле Бон, Роудс, Тейлор, и Куккурулло останется таковым на более чем шесть лет. В декабре 1991 года Джон Тейлор, которому на тот момент был 31 год, женился на 19-летней модели и актрисе Аманде Де Кадене. В марте 1992 года у них родилась дочь. Он стал последним участником «классической пятёрки», вступившим в брак.

### 1992—1996: Квартет и кратковременный «камбэк»
В 1993 году группа выпускает второй альбом с названием Duran Duran: этот альбом стал более известен как «Свадебный альбом» (англ. The Wedding Album) (поскольку на обложке альбома, созданной дизайнером Ником Иганом, был изображен коллаж из свадебных фотографий родителей участников группы). Также альбом получил второе название, в угоду отличия от дебютного альбома 1981 года. Выпуск «камбэк-альбома» был отсрочен тогдашним менеджером компании Left Bank, Томми Манзи, который позже рассказал изданию HitQuarters, что индустрия сопротивлялась возрождению группы, желая сосредоточиться на «группах следующего поколения». Утечка сингла «Ordinary World», ставшего чрезвычайно популярным у зрителей, привела к тому, что лейблу пришлось выпустить песню в радиоэфир на несколько месяцев раньше запланированного срока. По выходе, сингл стал хитом, достигнув третьей позиции в чарте США и шестой в Великобритании соответственно. На волне успеха сингла группа получила престижную «премию Айвора Новелло» за написание песен.
Песня «Come Undone», основным автором которой является Куккурулло (автором слов является Ле Бон), поначалу заняла 7-е место в США и 13-е в Великобритании. Хороший старт был улучшен позднее, когда песня стала 4-й в Британии и 7-й в США. И лейбл, и группа были обескуражены подобными результатами. Более того, сингл оказался тепло принят критиками. В то же время басист Джон Тейлор во второй раз (первый состоялся в середине 1980-х) в карьере задумался об уходе из группы, но, в итоге изменил своё мнение. В период «свадебного альбома» группа провела крупнейший тур за всю историю существования группы, выступив на Ближнем Востоке, а также концерты в Южной Африке и Южной Америке. Тем не менее, после семи месяцев туров в непрерывном режиме, Ле Бон начал страдать от перенапряжения голосовых связок. После вынужденной паузы длиной в шесть месяцев, группа с перерывами отыграла Израиле, Таиланде и Индонезии.
В 1995 году группа выпустила альбом Thank You, полностью состоящий из кавер-версий известных песен различных жанров. Альбом содержал кавер на известную композицию Лу Рида «Perfect Day» и на песню Мелла Мела «White Lines (Don’t Don’t Do It)» (с бэк-вокалом Мела и группы Furious Five). Альбом также примечателен временным возвращением барабанщика Роджера Тейлора, который присоединился к группе в студии, чтобы сыграть на барабанах в композициях: «Watching The Detectives» и «Perfect Day» (а также для записи кавера на трек «Jeepster» британской рок-группы T. Rex, который, однако так и не попал в альбом). В видео-интервью, являющимся электронным пресс-китом альбома, Рид отметил, что композиция, записанная группой, является лучшим кавером из тех, что когда-либо делали на его творчество. Также хвалебные отзывы о кавере на свою песню «Thank You» оставили Роберт Плант и Джимми Пейдж из Led Zeppelin.

### 1997—2000: Уход Джона Тейлора и вновь трио
После завершения промотура альбома Thank You, Джон Тейлор стал одним из основателей лейбла B5 Records, записал сольный альбом, а также стал одним из основателей супергруппы Neurotic Outsiders, с которой также гастролировал. Помимо этого, он воссоединил Power Station, хотя позже проект продолжался без него, поскольку из-за бракоразводного процесса с Де Кадене, Тейлор должен был покинуть группу. И, наконец, после колебаний в течение нескольких месяцев, Джон всё-таки помог группе записать следующий альбом, Medazzaland, в январе 1997 года. Однако, позже на фан-съезде DuranCon Тейлор объявил, что покидает группу «навсегда». После его ухода в коллективе остались только двое участников оригинального состава: Ник Роудс и Саймон Ле Бон. Куккурулло продолжил участие в группе, и таким образом, группа вновь стала трио.
Освободившись от некоторых внутренних конфликтов, группа вернулась в студию, чтобы перезаписать многие песни грядущего альбома Medazzaland (в итоге, вклад Тейлор, Джон (бас-гитарист) остался всего на четырёх дорожках). Этот альбом ознаменовал возвращение группы к экспериментированию с различными жанрами как в альбоме Big Thing, с замысловатыми гитарными партиями и обработанным вокалом. Трек «Out Of My Mind» был использован в качестве главной музыкальной темы для фильма «Святой», однако, единственным синглом, который был выпущен в Соединённых Штатах и Великобритании стал причудливый «Electric Barbarella» (прямой трибьют фильму, давшего название группе), который стал первым синглом в истории, продающимся онлайн. Видео, снятое для этого сингла, в котором участники группы покупают сексуального робота для своих утех, пришлось довольно существенно цензурировать для ротации на MTV. Тем не менее споров относительно откровенных моментов этого клипа было существенно меньше, нежели «фурор», который произвёл дебютный клип группы — «Girls on Film». «Barbarella» достигла 52-го места в США в октябре 1997 года. Несмотря на что, что альбом Medazzaland был выпущен в США в октябре 1997 года, плохие продажи привели к тому, что альбом так и не был выпущен на носителях в Великобритании. Лишь через десять лет, в июле 2008 года альбом стал доступен для продажи в Британии и странах Европы посредством онлайн-сервиса iTunes Store. Сингл «Electric Barbarella» на территории Англии в составе сборника Greatest 1998 и достиг 23-го места в чарте в январе 1999 года. 27 июня 1998 года любимая группа принцессы Дианы сыграла на трибьют-концерте в её честь, по специальному заказу королевской семьи.
Duran Duran расстались с Capitol/EMI в 1999 году, хотя, лейбл продолжал выпускать и после окончания партнёрства, выпустив редкие би-сайды с винил-изданий, и несколько сборников ремиксов. Затем группа подписала контракт с Hollywood Records, лейблом компании «Дисней», и предполагалось, что соглашение рассчитано на три релиза, но этому не суждено было случиться. Единственный альбом, выпущенный с этим лейблом — Pop Trash, не был принят, ни критиками, ни публикой. Медленный и тяжело-звучащий альбом, разительно отличался от предыдущих работ группы. Запутанность Роудса в процессе работы над альбомом и написание песен Куккурулло, экспериментирование с гитарным звучанием, продолжительность — этого оказалось недостаточно для привлечения внимания публики. Мечтательный сингл «Someone Else Not Me» с трудом продержался в чартах две недели, даже учитывая, что видео на композицию стало первым в истории, созданным на Flash-анимации. Поддерживая Medazzaland и Pop Trash, коллектив пригласил в качестве сессионных участников басиста Уэса Вехмиллера и барабанщика Джо Трэверса.

### 2001—2006: Воссоединение
В 2000 году Ле Бон предложил Джону Тейлору реформировать Duran Duran в классическом составе. Спустя некоторое время двое участников (а затем и Ник Роудс после некоторых колебаний) согласились расстаться с Куккурулло после завершения «Pop Trash-тура». Позже, Уоррен объявил на своём сайте, что он оставляет Duran Duran, чтобы возобновить работу с его группой Missing Persons, с которой он работал в 80-е. Это заявление было подтверждено на следующий день на веб-сайте Duran Duran, а позже, появились новости, что к группе присоединились Джон, Роджер и Энди Тейлор. Для выполнения договорных обязательств, Куккурулло сыграл три концерта с Duran Duran в Японии в июне 2001 года, тем самым, завершив своё пребывание в группе.

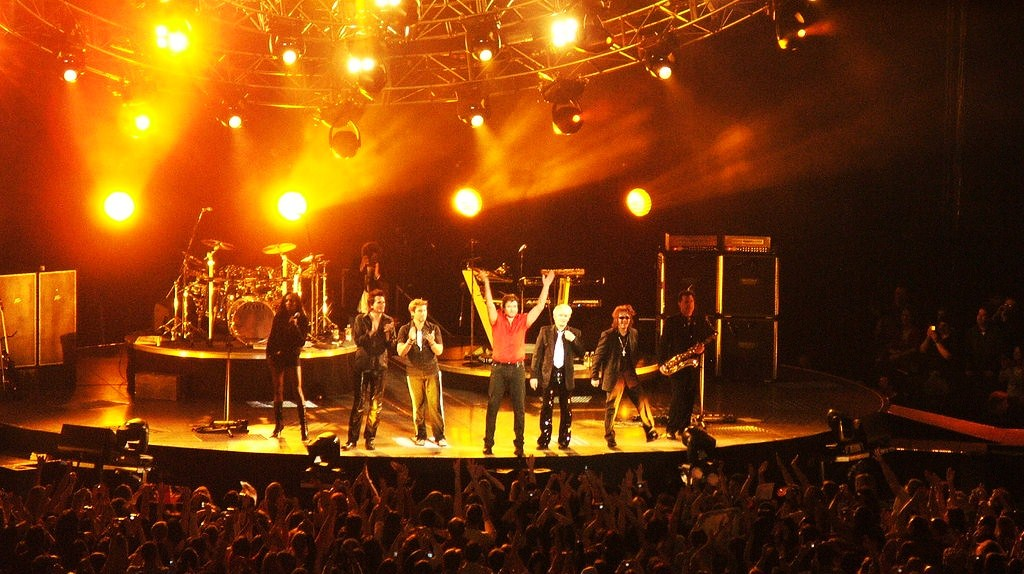
Duran Duran в Нью-Йорке в 2005 году

В течение 2001—2003-х годов группа работала над написанием нового материала, изначально арендовав дом в Сан-Тропе, где звукооператор Марк Тинли построил студию звукозаписи для первой полноценной сессии будущего альбома. Затем они вернулись в Лондон и с целью само-финансирования заключили сделки с различными продюсерами (в том числе, и со старым знакомым Найлом Роджерсом), параллельно подыскивая новый лейбл. Это не увенчалось успехом, поскольку никто не хотел связываться с недавно воссоединившийся группой. Ввиду подобной ситуации, группа решила отправиться в тур, чтобы показать притягательность оригинального состава коллектива. Реакция фан-сообщества и СМИ превзошла все ожидания. В 2003 году альбом Rio попал на 65-е место в списке 100 лучших альбомов по версии New Musical Express. В том же году группа сыграла несколько юбилейных концертов в честь 25-летия Duran Duran, начав с двух выступлений на арене в Токио, забитых до отказа. Билеты каждого шоу раскупались полностью в течение нескольких минут. Довольная результатом, группа продолжила серию юбилейных концертов. Duran Duran также выступила на небольших площадках, где группа играла, будучи в начале своего творческого пути. В августе коллектив был приглашен в качестве ведущих на церемонию MTV Video Music Awards 2003, однако, реальной целью приглашения было награждение группы «Премией за жизненные достижения». В октябре «бирмингемцы» также получили награду «За достижение всей жизни» от журнала Q, и, помимо этого, в феврале 2004 года группа получила премию BRIT Awards за выдающийся вклад в музыку.
Турне по Америке, Австралии и Новой Зеландии также прошли с успехом. Группа выступила на концерте, предварявшем «Супербоул XXXVIII», а их исполнение «The Wild Boys» транслировалось миллионам людей. Ремикс на новый трек «(Reach Up For The) Sunrise» был выпущен в феврале 2004 года на многих телевизионных шоу, а в то же время журналы приветствовали Duran Duran (современную «Fab Five») в качестве одной из величайших групп всех времен. Позже, группа отпраздновала своё возвращение домой в Великобританию четырнадцатью стадионными концертами в апреле 2004 года, в том числе пять вечерних аншлагов на Уэмбли Арена. Тем временем, британская пресса, традиционно враждебная по отношению к группе, оставляет весьма лестные отзывы. На разогреве этих выступлений выступила американская группа «Scissor Sisters» и британский коллектив «Goldfrapp». Последние два концерта были сняты на видео, и позже в октябре того же года, вышли на DVD под названием Duran Duran: Live from London.
В июне 2004 года, когда было завершено написание более тридцати пяти песен, группа подписала контракт на два альбома с Epic Records и завершила создание нового релиза, получившего название Astronaut. Альбом был выпущен в октябре 2004 года и стартовал в британских чартах на 3-м месте (17-м в США). Первый сингл альбома — «(Reach Up For The) Sunrise» достиг позиции #1 в чарте Billboard US Dance в ноябре, а в то же время в Британии, в чарте UK Singles песня достигла позиции #5, что является самой высокой позицией группы в чарте, со времён «A View To A Kill» в 1985 году. Второй сингл, «What Happens Tomorrow», в феврале дебютировал на позиции #11 в чартах Великобритании. Специально для двухдисковой версии альбома звуко-инженер и продюсер Джереми Уитли создал 5.1 Mix-версию альбома, позволяющую услышать альбом в объёмном звучании. Также было выпущено DVD-издание, которое помимо альбома и 5.1 версии альбома (в формате DVD Audio) включало в себя экслюзивные изображения и видео.

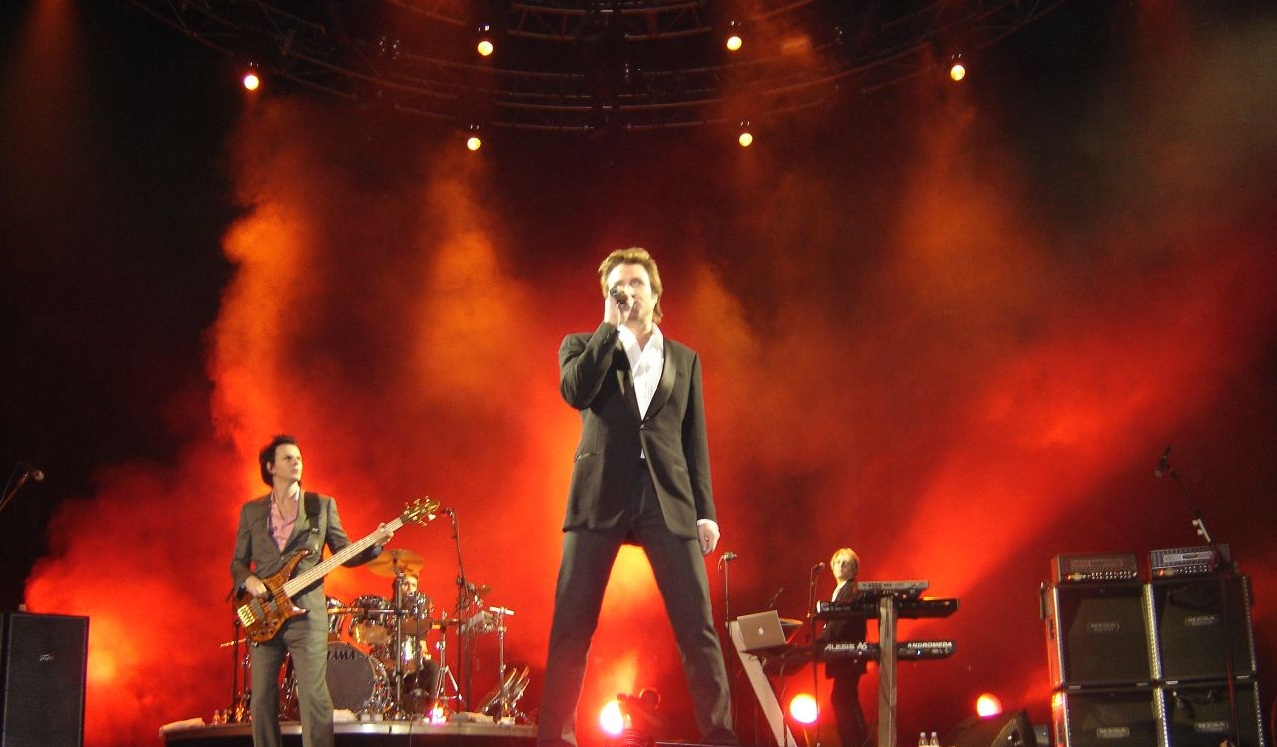
Duran Duran в Эйр Канада-центр, Торонто в апреле 2005 года

После мирового турне, в начале 2005 года, Duran Duran были представлены к награде Ivor Novello Awards за выдающийся вклад в британскую музыку. Авторское сообщество The Performing Right Society и Британская академия композиторов и авторов песен вручили эту престижную награду на 50-й церемонии Ivor Novello Awards в Лондоне. Позднее, летом того же года группа стала хедлайнером благотворительного концерта Live 8, прошедшего 2 июля 2005 года в Большом Цирке Рима.

### 2006—2008: Red Carpet Massacre и второй уход Энди Тейлора
В начале 2006 года группа сделала кавер на песню Джона Леннона «Instant Karma!» для благотворительной кампании Make Some Noise (рус. «Пошумим Немного»), организованной при поддержке Amnesty International. Версия группы позже появилась в альбоме-компиляции «Instant Karma: Международная кампания Amnesty International для сохранения Дарфура» как эксклюзивный бонус-трек на ITunes. Также группа отметилась выступлениям на двух важных мероприятиях года — Нобелевской премии и зимних Олимпийских играх 2006 года. Группа начала работу над новым альбомом в Северной Калифорнии, а через пару недель объединилась с продюсером Майклом Паттерсоном в Лондоне и продолжала (с перерывами) сессии в течение следующих нескольких месяцев. Позже, Duran Duran объявила, что пятнадцать треков для альбома с рабочим названием The Reportage почти завершены. Однако, дальнейших обновлений о статусе альбома не последовало. В сентябре того же года группа провела встречи в Нью-Йорке с Джастином Тимберлейком и продюсером Тимбалэндом, обговаривая потенциальное сотрудничество. Вскоре, были завершены три композиции с новым продюсером, включая песню с Тимберлейком.
25 октября 2006 года Duran Duran в очередной раз расстались с Энди Тейлором. В официальном сообщении на своём сайте группа заявила, что между ними и Тейлором возникла «непреодолимая пропасть», и что «мы больше не можем эффективно сотрудничать». Энди Тейлор в своей книге Wild Boy отметил, что причинами для расставания стала его напряжённые отношения с менеджментом группы, а также поставленный Энди диагноз клинической депрессии, связанной со смертью его отца. Дом Браун, который уже играл в турах с группой, взял на себя обязанности гитариста. После ухода Тейлора группа прекратила работу над альбомом Reportage и записала новый альбом под названием Red Carpet Massacre, в который вошли треки известного американского продюсера Тимбалэнда, а гитарист Дом Браун стал полноценным участником записи этого альбома.

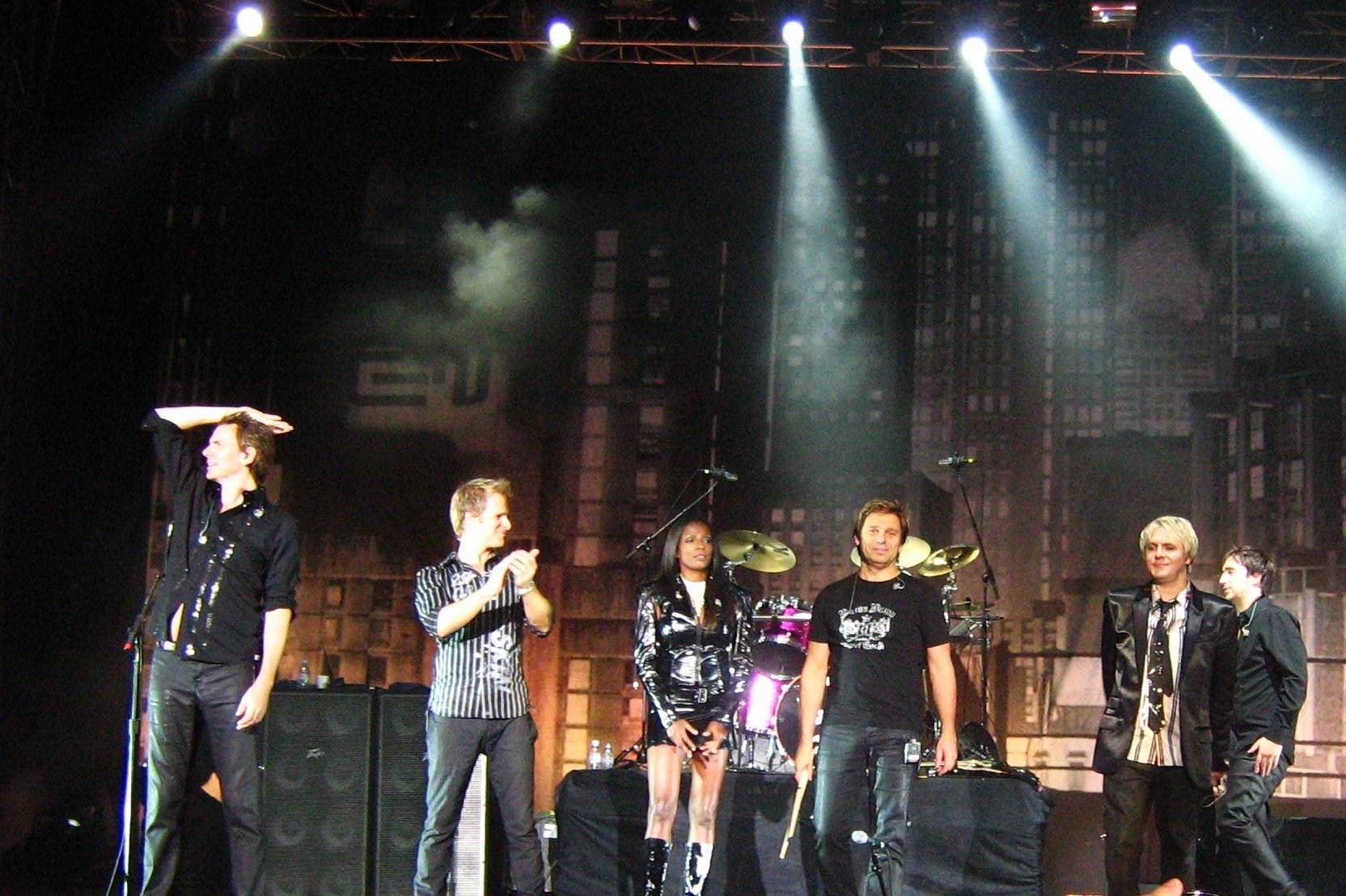
Duran Duran в Боготе, Колумбия (2008-й год)

В июле 2007 года группа выступила дважды на стадионе Уэмбли. Их первое появление на стадионе было на «Концерте Для Дианы», приуроченному к 10-летней годовщине гибели Дианы, принцессы Уэльской. Группа выступала с такими песнями, как: «(Reach Up) For The Sunrise», «Wild Boys» и «Rio». Второй раз группа выступила на Live Earth Concert, благотворительном концерте, посвящённому проблеме глобального потепления. 25 сентября в сотрудничестве с Тимберлейком на ITunes был выпущен сингл «Falling Down» и группа объявила о том, что они будут выступать девять раз в «Этель Бэрримор Театре» на Бродвее в качестве поддержки альбома Red Carpet Massacre. Тур в поддержку альбома вскоре был расширен, чтобы включить шоу в Лондоне 3 декабря 2007 года и в Дублине двумя днями позже.
В 2008 году группа, при поддержке британской рок-группы Your Vegas, совершает мировое турне. В мае 2008 года они совершили поездку по США, а в июне 2008 года они сыграли в парижском Лувре, участвуя в кампании по сбору средств, которые способствовали восстановлению гостиной Людовика XV. Гости обедали, в частном порядке, рассматривали некоторые из картин музея, затем посещали выступление группы в Пирамиде Лувра, спроектированной известным архитектором Бэй Юймином. Группы стали первыми рок-коллективами, которым позволили выступить в этом музее XVIII века (как в здании, так и на территории объекта).
2 июля 2008 года в Париже английский музыкант и продюсер Марк Ронсон совместно с группой провели уникальный живой сет для приглашённых гостей. Вместе они продемонстрировали специально переработанные версии некоторых из классических хитов Duran Duran, переработанные Ронсоном, наряду с треками из альбома Red Carpet Massacre. Саймон Ле Бон также исполнил песни из последнего альбома Марка — Version, как один из приглашённых исполнителей. В отличие от предыдущего альбома группы — Astronaut, последний — Red Carpet Massacre имел скудные показатели продаж и получил смешанные отзывы от музыкальной прессы.
В том же году альбом группы Rio был включен в цикл документальных передач — Classic Albums, рассказывающих об известных группах и их месте в истории музыки.

### 2009—2012: Эра Доминика Брауна и All You Need Is Now
Группа прекратила работу с Epic Records в 2009 году, выпустив всего два альбома. В начале 2010 года стало известно, что Duran Duran будут участвовать в записи кавера на сингл «Boys Keep Swinging» в честь её исполнителя, Дэвида Боуи. Средства, полученные от продажи сингла и трибьют-альбома We Were So Turned Out, включающего кавер-песню, пойдут в фонд международной благотворительной организации War Child. Также над трибьют-альбомом работали: Карла Бруни, Девендра Банхарт, Edward Sharpe and the Magnetic Zeros и Warpaint и другие. Альбом был выпущен 14 сентября 2010 года под лейблом Manimal Vinyl Records. Ограниченное издание сплит 7"-сингла Duran Duran и Карлы Бруни было также выпущено на Manimal Vinyl в декабре 2010 года.
В ноябре 2010 года Duran Duran объявили о всемирном релизе своего 13-го студийного альбома под названием All You Need Is Now, выпущенном на собственном лейбле группы Tapemodern и распространяемый инди-лейблом S-Curve Records. Альбом, спродюсированный обладателем «Грэмми» Марком Ронсоном и замиксованный британским инженером Спайком Стентом, был выпущен эксклюзивно на iTunes 21 декабря 2010 года и попал на первое место в чартах загрузки в 15 странах (включая Великобританию). Первый сингл одноимённого альбома — «All You Need Is Now», стал доступен для загрузки по всему миру 8 декабря 2010 года, также в качестве эксклюзива для платформы iTunes. Гитарист и автор песен Дом Браун стал соавтором большинства песен в альбоме (за исключением двух). В марте 2011 года группа отправилась в мировое турне в поддержку альбома. После «шоу-разогрева» в Лондоне, тур официально начался 16 марта 2011 года в Остине, штат Техас.
Расширенный альбом на физических носителях, в том числе c различными специальными материалами, был выпущен в марте 2011 года, всего через несколько недель после 30-й годовщины первого релиза — сингла «Planet Earth». Диск содержит четырнадцать треков, в том числе пять треков оригинальных треков, не вошедших в цифровую версию альбома: «Mediterranea», «Other People’s Lives», «Too Bad You’re So Beautiful», «Diamond in the Mind», и «Return to Now». В видео, размещённом на веб-сайте группы в феврале 2011 года, Роудс упомянул о микшировании ещё четырёх дополнительных треков: «Too Close to the Sun», «Early Summer Nerves», «This Lost Weekend», and «Networker Nation». Альбом дебютировал на 11-м месте в британском чарте, а в американском Billboard стартовал с 29-й позиции.
25 февраля 2011 года, группа, будучи в Милане, получила премию «Иконы стиля 20-го века» (англ. Style Icons of the 20th Century Award) и ключ от города, вручённый лично мэром города Летицией Моратти. 23 марта 2011 года группа выступила в прямом эфире в Театре Майя, в Лос-Анджелесе, открывая второй сезон проекта «Unstaged: Оригинальные Серии от „American Express“». Режиссёром концерта стал Дэвидом Линч. Параллельно, концерт транслировался в прямом эфире на видеохостинге Youtube. В концерте также приняли участие: Джерард Уэй из My Chemical Romance, Бет Дитто из Gossip и Келис. 17 апреля 2011 года Duran Duran выступила на музыкальном фестивале Coachella, проходящем на территории поло-клуба Empire Polo Grounds, в Индио, штат Калифорния. В мае 2011 года Ле Бон заболел ларингитом, что послужило причиной отмены (или отсрочки) большинства европейских концертов тура All You Need Is Now World Tour.
1 мая 2012 года было объявлено, что группа будет хедлайнером на летних Олимпийских игр 2012, в Гайд-парке Лондона. Событие состоялось 27 июля, Duran Duran стала группой-представителем Англии на том концерте. Также на концерте выступили такие группы как: Snow Patrol, представлявшая Северную Ирландию, Stereophonics — Уэльс, и Паоло Нутини — Шотландию. В конце августа 2012 года, за неделю до конца восемнадцатимесячного тура, группа была вынуждена отменить оставшиеся выступления североамериканской части тура, так как Ник Роудс заболел вирусной инфекцией.

### 2013 — 2018: Paper Gods
4 марта 2013 года группа вернулась в студию для работы над своим 14-м студийным альбомом. Следующая сессия началась 23 сентября и продлилась неделю. Третья сессия состоялась с 13 по 18 декабря, а 31 декабря 2013 года группа опубликовала микстейп (компиляция фрагментов) в качестве новогоднего «спасибо» своим поклонникам, куратором которого стал Джон Тейлор. 10 февраля 2014 года Джон и Роджер Тейлор провели сессию с камерным хором Воче и Лондонским молодёжным камерным хором, чей вокал был использован для записи некоторых треков грядущего альбома.
Бывший гитарист американской рок-группы Red Hot Chili Peppers Джон Фрушанте также принял участие в работе над новым альбомом группы. Группа подтвердила это в апреле 2014 года на своём официальном сайте: 

«Мы держали при себе эту захватывающую новость, потому что надеялись дать вам полную информацию во время анонса, но утечка информации поймала нас врасплох и нам захотелось расставить всё по местам… Да, это правда, чрезвычайно талантливый Джон Фрушанте действительно поработал с нами над нашим новым альбомом из своей домашней студии в Калифорнии. Треки „разлетелись“ в интернете и мы в восторге от результатов. Мы все такие большие поклонники работы Джона и нам выпала честь добавить его магию в наш альбом! В настоящее время Джон не собирается гастролировать вместе с нами, но его гитары изумительны звучат в композициях. Надеемся, что скоро у нас будет больше новостей.»— 
15 июня 2015 года группа официально объявила название альбома Paper Gods, установив дату релиза на 11 сентября 2015 года. На той же неделе на платформе Xbox Music от компании Microsoft был выпущен сингл «Pressure Off». Впоследствии песня появилась в Google Play Music. Также были объявлены предстоящие даты тура для Великобритании и США. Альбом дебютировал на 10-м месте в Billboard 200, что стало самым успешным дебютом группы за последние двадцать два года. Альбом также достиг 2-го места в Италии, 4-го в Нидерландах и 5-го в Великобритании.
7 июля 2016 года коллектив Duran Duran объявил, что американский певец и продюсер MNDR временно подменит Ника Роудса в третьей части тура Paper Gods в Соединённых Штатах. Роудс успокоил фанатов таким образом: «Я вернусь, как только смогу, но пока я знаю, что оставляю группу и фанатов в отличных руках, со сказочным MNDR». В том же году группа выпустила (на цифровых платформах) несколько ремиксов для своего сингла «Last Night in the City».
В декабре 2016 года участники «классического» состава группы: Ле Бон, Роудс, Энди, Джон и Роджер Тейлоры проиграли дело в Высоком суде Лондона после того, как попытались вернуть авторские права на первые три альбома у Gloster Place Music, часть EMI Music Publishing (ныне — часть медиаимперии Sony/ATV Music Publishing). Роудс прокомментировал этот инцидент таким образом:

«Мы подписали контракт ничего не подозревающими подростками, более трёх десятков лет назад, когда мы только начинали и не знали никаких иных путей… Если оставить это неразрешённым, данное постановление создаст очень пагубный прецедент для всех авторов песен нашего времени.»— 
 Следующий (2017-й) год группа провела в гастролях по американскому континенту, также посетив несколько фестивалей Азии и Европы.

### 2019 — настоящее время: Future Past
16 июля 2019 года Роудс сообщил, что группа работает над новым альбомом с начала года, вместе с Марком Ронсоном, Эролом Алканом и Джорджио Мородером, занимающимися производственными обязанностями, в то время как Люкке Ли и Грэм Коксон были утверждены в качестве соавторов. 

 «Мы всё ещё не уверены насчёт песни, которая станет первым синглом. Он кардинально отличается от всего, что я слышал от нас раньше, а точнее — кто-либо другой. Он содержит элементы танцевальной музыки. Написание композиций, мелодичное наполнение, слова, некоторые звуки… они очень нетипичны для нас».
 Первоначально Роудс утверждал, что релиз альбома в конце весны 2020 года «выглядит вполне реалистично». Тем не менее 13 марта 2020 года издание The Times сообщило, что альбом выйдет осенью 2020 года. Неделю спустя группа объявила в своем Twitter-аккаунте, что альбом был отложен из-за эпидемии COVID-19, а дата релиза остаётся неопределенной.
8 января 2021 года к пятой годовщине смерти Дэвида Боуи группой была выпущена кавер-версия его песни — «Five Years».
13 января 2021 года журнал Rolling Stone включил альбом под номером 50 в свой список «54 самых ожидаемых альбомов 2021 года». Ле Бон сказал, что альбом «довольно сырой. Основа немного резкая и мерцающая, а не гладкая», и «заводной (и) современный и очень честный. Лирика — что-то особенное». 20 апреля группа анонсировала первый сингл с нового альбома — «Invisible», который был выпущен 19 мая вместе с видеоклипом, в котором Коксон выступает в качестве гитариста и соавтора. Группа также работает над 40-летней антологией, включающую ранее неизданные материалы. 18 мая было объявлено название альбома — «Future Past», а релиз намечен на 22 октября 2021 года.
Премьера второй песни под названием «Give It All Up» с грядущего альбома состоялась 9 июля на Today Show телеканала NBC, а 5 августа вышел второй сингл «More Joy», созданный при участии CHAI.
В ноябре 2022 года группа была введена в Зал славы рок-н-ролла.

## Наследие и влияние
Несмотря на то, что коллектив начинал свою карьеру как «экспериментальная группа пост-панк рокеров из художественной школы», быстрый взлёт коллектива, лощёный и привлекательный внешний вид, и обожание подростковой прессы, почти гарантировало немилость от музыкальных критиков. На протяжении 80-х, группа считалась типичной, шаблонно сделанной «группой-однодневкой». Однако, согласно Sunday Herald: «описать их, как первая „мальчиковая“ группа, как делают некоторые, значит, исказить их посыл». Их оружием была не только внешность, но и песни собственного сочинения. Американский диджей Моби так описал группу в своём дневнике на сайте в 2003 году: 

«они были прокляты тем, что мы можем назвать „проклятием Bee Gees“, а именно: „писать удивительные песни, продавать тонны записей и, следовательно, терпеть гнев или незаинтересованность фанатеющей по року индустрии“».— 
 В свою очередь такие синти-поп-группы-современники как Japan и Yellow Magic Orchestra оказали влияние на «бирмингемцев».
Некоторые из групп и исполнителей-современников Duran Duran, в том числе The Bangles, Элтон Джон, Кайли Миноуг, Пол Янг и даже The Monkees (образованная в 1966 году) назвали себя поклонниками стильной и воодушевляющей поп-музыки группы. Вокалист коллектива Ле Бон описал собственный коллектив, как: 

«группа, под которую танцуют, когда падают бомбы».— 
Более современные группы, такие как Barenaked Ladies (с которыми Duran Duran выступили на мероприятии MixFest 2003), Бек, Джонатан Дэвис (Korn), The Bravery, Гвен Стефани и Пинк называли Duran Duran ключевой группой в годы их становления. Певец Джастин Тимберлейк открыто признался, что является одним из их самых больших поклонников группы. Также в числе исполнителей последнего поколения, признававших влияние «бирмингемцев»: Дайдо, Franz Ferdinand, Panic! at the Disco, Goldfrapp и Брендон Флауэрс (The Killers), который сказал: «Ник Роудс — мой абсолютный герой, их записи по-прежнему звучат свежо, и не имеет значения, насколько синтезаторы изменились за последнее время». Помимо коллег-музыкантов существенное влияние группы признала и британская писательница из Манчестера — Андреа Эшфорт. В своей статье в издании The Guardian она описала коллектив следующим образом: «Тексты были отточенными, искусными кроссвордами, к счастью, непонятными, так что вы размышляли над ними так долго — или так мало — как вам нравится. Музыка была бурной, но жизнерадостной, вызывая восторг и гнев, разочарование, беззаботность, завоевание, иногда все в одной и той же песне». Схожего мнения придерживается и писательница Эриан Шерин, опубликовавшая колонку в The Guardian о творчестве группы в её жизни.
Ник Роудс предоставил своё звукозаписывающее оборудование австралийской группе Kajagoogoo для работы над её дебютным альбомом White Feathers, в состав которого входил сверх-успешный сингл «Too Shy» (1-е место в чартах Британии, Японии, Германии и т. д.). По совместительству Роудс являлся продюсером альбома и сингла соответственно. Помимо этого, Роудс стал продюсером альбома Welcome to the Monkey House (также исполнителем клавишных партий на некоторых треках альбома) американской команды The Dandy Warhols. Примечательно, что над альбомом также поработали Саймон Ле Бон и Найл Роджерс. Первый в качестве бэк-вокалиста сингла «Plan A», второй — исполнив партию ритм-гитары в треке «Scientist».
Творчество группы также стало материалом для каверов многочисленных ансамблей. Коллективы записывали каверы на творчество группы как в студийном варианте, так и концертном. Также, музыка группы была использована и представителями хип-хоп жанра, в частности, рэпером The Notorious B.I.G. в одноимённой композиции, в которой был использован семпл (а точнее, припев) из сингла «Notorious» 1986 года.
Участники коллектива оставили свой след и в игровой культуре. Образ басиста Джона Тейлора послужил прообразом главного персонажа Данте в серии компьютерных игр Devil May Cry. Помимо лица и причёски, протагонист унаследовал манеры музыканта.

### Наследие в СССР и СНГ
Также британцы оказали влияние и на исполнителей пост-советского пространства. Вокалист группы «Мумий Тролль» — Илья Лагутенко считает Duran Duran своей любимой группой (название песни «Новая луна апреля» было навеяно песней «бирмингемцев» «New Moon On Monday»), группа «Кофе» имеет в своём репертуаре песню «Баланс», в которой заимствованы гармонические и ритмические элементы песен «Planet Earth» и «Wild Boys», а группа «Кино» вдохновлялась британцами во время работы над несколькими своими альбомами в середине-конце 1980-х.
Вокалист и лидер украинской группы «Скрябин» — Андрей Кузьменко (Кузьма Скрябин) также отмечал, что Duran Duran оказал на него влияние наряду с другими исполнителями эпохи 80-х, в частности: The Cure, Depeche Mode, INXS и U2.

## Видеоклипы в творчестве группы
Кабельный канал MTV и группа появились примерно в одно время, и сыграли большую роль в популяризации друг друга. Интерес канала к группе был обусловлен тем, что канал нуждался в харизматичных исполнителях. Duran Duran были одними из них. Лес Гарлэнд, старший исполнительный вице-президент MTV, вспоминал знакомство с группой таким образом: «Я помню, как наш кастинг-директор вбежал к нам и сказал: „Вы должны это увидеть.“ Поначалу, Duran Duran получали нулевую ротацию на радио, а MTV в свою очередь желало познакомить публику с новой музыкой, представителем которой и являлся коллектив в начале своего пути». Также Гарлэнд добавил, что: «„Hungry Like the Wolf“ было лучшим видео, которое я когда-либо видел».
Видеоработы группы была влиятельны в нескольких отношениях. Во-первых, Duran Duran снимали свои клипы в экзотических местах, таких как Шри-Ланка и Антигуа, создавая тем самым запоминающиеся образы, которые радикально отличались от обычного низкобюджетного видео тех лет, в которых сценарий ограничивался концепцией: «группа выступает на сцене». Во-вторых, помимо демонстрации игры на инструментах, группа участвовала в мини-сюжетных линиях (часто черпая вдохновение из современных фильмов того периода: «Hungry Like the Wolf» был вдохновлён фильмом «Индиана Джонс: В поисках утраченного ковчега», «The Wild Boys» — картиной «Безумный Макс 2: Воин дороги» и т. д.). Несмотря на то, что музыкальные видеоклипы уже двигались в этом направлении, «бирмингемцы» превратили тенденцию в стиль, отличавшийся динамичным монтажом, захватывающим графическим дизайном и сюрреалистическими (а порой и бессмысленными) образами, которые привлекли внимание СМИ и публики, породив множество подражателей.
Duran Duran стали одной из первых групп, чьи видео снимались на профессиональную кинокамеру на 35-мм плёнку, что кардинально отличалось от обычной видеосъёмки начала 80-х. Клипы группы довольно быстро выбились из массы типичных (с соответствующим качеством) клипов раннего MTV. Также, благодаря MTV, бирмингемский коллектив стал важен и для рынка британской музыки в целом, поскольку сделал музыку Великобритании доступной для американского радиоэфира, который был недружелюбен к музыке по другую сторону Атлантики, а точнее музыке «новой волны» или «чему-либо с синтезаторами». Из-за отсутствия повсеместного доступа к MTV в США, существовала определённая закономерность — в регионе, где появлялся канал, возрастал спрос на Duran Duran, Tears for Fears, Def Leppard и других европейских групп с интересным и нетривиальным видеорядом.
Rolling Stone так охарактеризовал «феномен» группы:

«Британцы победили, опустите руки. Рядом с прозаичными, прямолинейным американскими группами такие коллективы, как Duran Duran, казались откровением. MTV открыл целый новый мир, который нельзя было полностью осознать, слушая радио.

Визуализация играла на руку причудливым молодым британским баронам, предлагая нечто более экзотическое, чем зритель мог найти в родном городе. Крупные хиты Duran Duran, „Girls on Film“ и „Hungry Like the Wolf“ были фаворитами MTV за три месяца до того, как их начала ротировать радио. А через MTV Duran Duran и им подобные вызвали излияние старой доброй истерии среди девочек-подростков»— 
Снятые в солнечных тропиках, клипы: «Rio», «Hungry Like the Wolf» и «Save a Prayer», а также сюрреалистичный «Is There Something I Should Know?» были отсняты режиссёром (впоследствии кинорежиссёром) Расселом Малкэхи, поставившем наибольшее (11) количество клипов группы. Также важным режиссёром для группы стал фотограф Ник Иган, создавший одни из самых запоминающихся роликов группы («Ordinary World», «Come Undone»). Иган, также оформивший обложку «свадебного альбома» группы в 1993 году, стал единственным постановщиком в истории группы, работавшими с ними в различные периоды творчества. Первый этап сотрудничества Игана c группой пришёлся на 1993 год, в следующий раз он вернётся в режиссёрское кресло в 2010 году, сняв для группы «All You Need is Now» и «Pressure Off» (2015). Участники группы всегда искали инновационных режиссёров и подходы к созданию роликов, даже в более поздние годы, когда MTV убрал группу из списка приоритетных исполнителей. Помимо Малкэхи и Игана, в видеографии группы имеются клипы, снятые влиятельными фотографами Дином Чемберленом и Эллен фон Унверт («Electric Barbarella»), китайским режиссёром Чэнь Кайгэ, режиссёром документальных фильмов Джульеном Темплом, братьями Полиш и другими. По словам Ника Роудса, «видео для нас, как стерео для Pink Floyd».
В 1984 году Duran Duran стали одними из первых, кто стал использовать видеотехнологии (экраны и прочее оборудование) на своих стадионных live-шоу. Группа записывала концерты с использованием IMAX и 360-градусных панорамных «иммерсивных видео» камер с 10.2-канальным звуком. В 2000 году они экспериментировали с технологией дополненной реальности, которая позволяла трехмерным компьютерным изображениям появляться на сцене вместе с группой. Видеоролики коллектива были включены в различные итоговые списки конца XX столетия: «Hungry Like the Wolf» был помещён на 11-е место в MTV-списке «100 величайших видео, которые когда-либо создавались», «Girls on Film» расположился на 68-м месте. Телеканал VH1 поместил клипы «Hungry» и «Rio» на 31 и 60 место соответственно. Также MTV назвал «Hungry Like The Wolf» одним из самых популярным видео в истории канала (поместив его на 15-е место).
Группа выпустила несколько видео-сборников, начиная с одноимённого «видеоальбома» Duran Duran, за который они получили премию «Грэмми», до выпуска двух-дискового DVD 2004 года под названием Greatest, который включал альтернативные версии нескольких популярных видео группы, а также различного рода «пасхальные яйца». Помимо Greatest, также был выпущен документальный фильм Sing Blue Silver и концертный фильм Arena (оба снятые в 1984 году). Позже, группа переиздала их на DVD в 2004 году. Live from London, концертное видео с одного из их аншлаговых концертов 2004 года на Уэмбли-Арене, было выпущено осенью 2005 года.
Тем не менее многие видео-сборники, концертные и документальные фильмы остаются доступными только на видеокассетах, поскольку Duran Duran не выпускала коллекцию, включающую все их видео. Группа заявила, что за эти годы было снято огромное количество так и не изданных концертных и документальных фильмов, которые, как они надеются, могут быть отредактированы и выпущены в той или иной форме в ближайшем будущем. 20 декабря 2010 года на Yahoo Music был показан первый (за долгое время) клип, снятый Ником Иганом, для ведущего и заглавного сингла альбома All You Need Is Now. Второе видео альбома, «Girl Panic» было выпущено 8 ноября 2011 года. Клип стал примечателен внушительным составом супермоделей, известных на весь мир. Ими стали: Синди Кроуфорд, Наоми Кэмпбелл, Ева Герцигова и Хелена Кристенсен, а также супруга Саймона Ле Бона — Ясмин. Видео было снято известным шведским клипмейкером Юнасом Окерлундом, а клип был представлен на передовице модного журнала Harper’s Bazaar.

## Хронология лейблов группы
1980—1999: EMI/Capitol Records/Parlophone

1999—2001: Hollywood Records

2001—2004: Без лейбла

2004—2009: Epic Records/Sony BMG

2010—2012: Tape Modern/S-Curve Records

2015 — наши дни: Warner Records

## Состав группы

### Текущий состав
- Ник Роудс — клавишные (1978 — наши дни)
- Джон Тейлор — бас-гитара, бэк-вокал (1980—1997, 2001 — наши дни), гитара (1978—1979)
- Роджер Тейлор — ударные (1979—1985, 1994, 2001 — наши дни)
- Саймон Ле Бон — вокал (1980 — наши дни)

### Сессионные музыканты
- Анна Росс — бэк-вокал (2005 — наши дни)
- Дом Браун — гитара (2004, 2006 — наши дни)
- Саймон Виллескрофт — саксофон, клавишные (2007 — наши дни)
- Дауни Адамс — перкуссия (2011 — наши дни)

### Бывшие участники
- Стивен Даффи — вокал, ударные (1978—1979), бас-гитара (1978)
- Саймон Колли — бас-гитара (1978—1979)
- Энди Уикет — вокал (1979—1980)
- Алан Кёртис — гитара (1979—1980)
- Джефф Томас — вокал (1980)
- Энди Тейлор — гитара, бэк-вокал (1980—1986, 2001—2006, 2023 — сессионно)
- Уоррен Куккурулло — гитара (1986—1989 — сессионно, 1989—2001 — официально, 2023 — сессионно), бас-гитара (1997—2001)
- Стерлинг Кемпбелл — ударные (1988—1989 — сессионно, 1989—1991 — официально)

### Бывшие сессионные музыканты
- Раффаэль Диджизес — перкуссия (1983—1985)
- Тесса Найлз — бэк-вокал (1986)
- Стивен Ферроне — ударные (1987—1988)
- Стив Александер — ударные (1993—2001)
- Ламия — бэк-вокал (1993—1994)
- Уэс Вехмиллер — бас-гитара (1997—2001)

 Энди Тейлор, Джон Тейлор и Роджер Тейлор приходятся друг другу однофамильцами.

## Дискография

### Студийные альбомы
- Duran Duran (1981)
- Rio (1982)
- Seven and the Ragged Tiger (1983)
- Notorious (1986)
- Big Thing (1988)
- Liberty (1990)
- Duran Duran (более известен под названием «The Wedding Album») (1993)
- Thank You (1995)
- Medazzaland (1997)
- Pop Trash (2000)
- Astronaut (2004)
- Red Carpet Massacre (2007)
- All You Need is Now (2010)
- Paper Gods (2015)
- Future Past (2021)
- Danse Macabre (2023)

### Сборники
- Decade (1989)
- Greatest (1998)

### Концертные альбомы
- Arena (1984)
- Live From London (2005)
- Live at Hammersmith '82! (2009)
- A Diamond in the Mind: Live 2011 (2012)